# Húsadalur (Færøerne)
 Ikke at forveksle med Húsadalur (Island).
Húsadalur er en dal i bygden Sørvágur på øen Vágar i Færøerne. Navnet kan oversættes til husdalen. I dag findes der ingen huse i dalen, men navnet antyder, at det har boet folk. Elven Kirkjuá flyder igennem Húsadalur.
Der findes en dam i Húsadalur, som forsyner Sørvágs kommuna med drikkevand.